# Vườn quốc gia Porongurup
Vườn quốc gia Porongurup là một vườn quốc gia ở Tây Úc, Úc.
Vườn quốc gia Porongurup nằm ở khu vực Great Southern của Tây Úc (Australia), cách Perth 360 km về phía đông nam và cách Albany 40 km.
Nó bảo vệ Dãy núi Porongurup, một dãy núi cực kỳ cổ kính và rộng lớn được hình thành trong Precambrian cách đây 1200 triệu năm. Phạm vi hiện nay là không quá mười lăm km (10 dặm) từ đông sang tây và bao gồm các đỉnh đá granite san bằng thành mái vòm. Điểm cao nhất trong dải Porongurup là Devils Slide ở độ cao 670 mét (2.200 ft) trong khi có một số đỉnh khác trên 600 mét (1.970 ft), cao hơn 400 mét so với đồng bằng xung quanh. Trên thực tế, trong nhiều kỷ Creta và Paleogene, Dãy núi Porongurup là một hòn đảo bao quanh bởi biển, với dải Stirling tạo thành bờ biển phía nam.